# 197-й центр підготовки сержантського складу (Україна)
197-й центр підготовки сержантського складу (197 ЦПСС, в/ч А4224) — спеціалізований навчальний центр підготовки сержантського складу в структурі сухопутних військ України.

## Історія
У червні 2018 року в центрі було завершено будівництво смуги реакції лідера.

## Напрями підготовки
- сержант-інструктор з водіння бойових машин та танків;
- сержант-інструктор з вогневої підготовки для механізованих та танкових підрозділів;
- сержант-інструктор з тактики механізованих та танкових підрозділів;
- сержант-інструктор з підготовки за програмою «Бойова система виживання воїна».

## Командування
- старший майстер-сержант Сергій Олех (2014 — 2018); начальник центру — єдиний у Збройних Силах України командир навчальної військової частини у військовому званні старшого прапорщика.[3]
- майстер-сержант Лєвий Сергій Валерійович  (2018 — 2019);
- майстер-сержант Куриленко Андрій Вікторович (2019 - дотепер)

## Символіка
Начальником Генерального штабу - Головнокомандувачем ЗСУ за клопотанням Головного старшини ЗСУ - начальника Управління по роботі з сержантським складом Генерального штабу ЗСУ затверджено новий нарукавний знак 197-го центру підготовки сержантського складу. 
В основі нарукавного знака стилізований геральдичний щит за типом «павеза», що є тотожним для усіх навчальних центрів сержантів Збройних Сил України. Зверху та знизу щита розміщено шеврон і дугу. Шеврон і дуга прикрашені орнаментом, який подібний до орнаменту нарукавних нашивок Української Галицької Армії 1919 року.
На щит накладено:
дві схрещені шаблі-карабели вістрям вгору білого кольору, що символізують належність до військових формувань і спадковість козацьких традицій;
основний елемент – вертикально розташована стилізована стріла білого кольору з вістрям жовтого кольору з чорною окантовкою та комбінованим оперенням жовтого і коричневого кольорів з чорною окантовкою, що символізує лідерство, спрямованість і влучність під час досягнення цілей.

## Зовнішні посилання
- Триває створення професійного сержантського корпусу Збройних Сил України [Архівовано 16 червня 2017 у Wayback Machine.]
- У 197 Центрі підготовки сержантського складу пройшли заходи з удосконалення системи багаторівневої підготовки солдатів та сержантів ЗС України [Архівовано 11 червня 2017 у Wayback Machine.]
- У 197 Центрі підготовки сержантського складу триває курс за участю фахівців Збройних сил Литви [Архівовано 13 червня 2017 у Wayback Machine.]
- Сержантський корпус: система підготовки вдосконалюється
- Відбувся візит експертів НАТО в Україну для проведення оцінки підготовки сержантського складу[недоступне посилання]